# Iranella rugosa
Iranella rugosa är en insektsart som beskrevs av Oleg V. Shumakov 1956. Iranella rugosa ingår i släktet Iranella och familjen Dericorythidae. Inga underarter finns listade i Catalogue of Life.